# Віртуальне навчання
Віртуальне навчання — процес і результат комунікативної взаємодії суб'єктів і об'єктів освіти в віртуальному освітньому середовищі, специфіку змісту якої визначають конкретні суб'єкти й об'єкти лише і під час самої взаємодії.